# Ierkiv, Kozeleț
Ierkiv (în ucraineană Єрків) este un sat în comuna Oleksiivșciîna din raionul Kozeleț, regiunea Cernihiv, Ucraina.

## Demografie
Componența lingvistică a localității Ierkiv
     Ucraineană (98,9%)
     Rusă (1,1%)
Conform recensământului din 2001, majoritatea populației localității Ierkiv era vorbitoare de ucraineană (98,9%), existând în minoritate și vorbitori de rusă (1,1%).